# Puchar Turcji w piłce siatkowej mężczyzn (2024/2025)
Puchar Turcji w piłce siatkowej mężczyzn 2024/2025 (oficjalna nazwa ze względów sponsorskich: tur. 2024/2025 Erkekler AXA Sigorta Kupa Voley) – 31. edycja Pucharu Turcji w piłce siatkowej zorganizowana przez Turecki Związek Piłki Siatkowej (tur. Türkiye Voleybol Federasyonu, TVF). Rozpoczęła się 13 września 2024 roku.
W Pucharze Turcji uczestniczyło 11 drużyn z SMS Grup Efeler Ligi. Rozgrywki składały się z fazy grupowej, ćwierćfinałów oraz turnieju finałowego, w ramach którego rozegrano półfinały i finał.
Turniej finałowy odbył się w dniach 24–25 marca 2025 roku w Rize Yenişehir Spor Salonu w Rize. Po raz piąty Puchar Turcji zdobył zespół Fenerbahçe Medicana, który w finale pokonał Halkbank. Nagordę dla najlepszego zawodnika (MVP) finału otrzymał Francuz Earvin Ngapeth. Zdobywca Pucharu Turcji uzyskał prawo gry w Pucharze CEV w sezonie 2025/2026.
Sponsorem tytularnym Pucharu Turcji była firma ubezpieczeniowa AXA Sigorta.

## System rozgrywek
Rozgrywki o Puchar Turcji w sezonie 2024/2025 składały się z fazy grupowej, ćwierćfinałów oraz turnieju finałowego.

### Faza grupowa
W fazie grupowej uczestniczyły wszystkie drużyny grające w najwyższej klasie rozgrywkowej (Efeler Ligi), z wyjątkiem tych, które w klasyfikacji końcowej sezonu 2023/2024 zajęły miejsca 1–5. Zespoły zostały podzielone systemem serpentynowym na trzy grupy. W każdej grupie drużyny rozegrały między sobą po jednym meczu w ramach turnieju, który odbył się w miejscu wyznaczonym przez TVF. Zwycięzcy grup awansowali do ćwierćfinału.
| Grupa A | Grupa B                                                              | Grupa C                                                               |
| --- | -------------------------------------------------------------------- | --------------------------------------------------------------------- |
| 6. miejsce w AXA Sigorta Efeler Ligi (Arkas Spor) | 7. miejsce w AXA Sigorta Efeler Ligi (On Hotels Alanya Belediyespor) | 8. miejsce w AXA Sigorta Efeler Ligi (Bursa Büyükşehir Belediyesi)    |
| 11. miejsce w AXA Sigorta Efeler Ligi (Kuşgöz İzmir Vinç Akkuş Belediyespor) | 10. miejsce w AXA Sigorta Efeler Ligi (Develi Belediyespor)          | 9. miejsce w AXA Sigorta Efeler Ligi (Rams Global Cizre Belediyespor) |
| 12. miejsce w AXA Sigorta Efeler Ligi (Türşad) | 1. miejsce w Alpaslan Endüstri 1. Ligi (Altekma)                     | 2. miejsce w Alpaslan Endüstri 1. Ligi (İstanbul Gençlik Spor)        |
| Uwagi: (1) Zespoły Develi Belediyespor, Kuşgöz İzmir Vinç Akkuş Belediyespor i Türşad wycofały się przed rozpoczęciem rozgrywek. (2) İstanbul Gençlik Spor przejął licencję na grę w najwyższej klasie rozgrywkowej od drużyny Milas Belediyespor, która zajęła 2. miejsce w 1. Lidze. |                                                                      |                                                                       |

#### Kryteria ustalenia pozycji w tabeli
O kolejności w tabeli decydowały następujące kryteria:
1. liczba zwycięstw,
2. liczba punktów (3:0 i 3:1 – 3 punkty dla zwycięzcy, 0 punktów dla przegranego; 3:2 – 2 punkty dla zwycięzcy, 1 punkt dla przegranego),
3. stosunek setów wygranych do przegranych,
4. stosunek małych punktów zdobytych do straconych,
5. bilans w meczach bezpośrednich pomiędzy zainteresowanymi drużynami zgodnie z punktami 1–4.

### Ćwierćfinały
W ćwierćfinałach do rozgrywek dołączyły drużyny, które w AXA Sigorta Efeler Ligi w sezonie 2023/2024 zajęły miejsca 1–5. Ćwierćfinałowe pary wyłoniono w drodze losowania, które odbyło się 26 grudnia 2024 roku. Zespoły z miejsc 1–4 zostały rozstawione i pełniły rolę gospodarzy meczów. Do rozstawionych drużyn zostały dolosowane pozostałe zespoły. Zwycięzcy spotkań awansowali do turnieju finałowego.

### Turniej finałowy
Turniej finałowy odbył się w miejscu wyznaczonym przez TVF i obejmował półfinały i finał. Półfinałowe pary powstały zgodnie z drabinką turniejową. Zwycięzcy półfinałów zmierzyli się w meczu finałowym o Puchar Turcji.

## Drużyny uczestniczące
W Pucharze Turcji mogły uczestniczyć wszystkie zespoły grające w sezonie 2024/2025 w najwyższej klasie rozgrywkowej – SMS Grup Efeler Ligi. Z udziału w rozgrywkach wycofały się drużyny Develi Belediyespor, Kuşgöz İzmir Vinç Akkuş Belediyespor oraz Türşad, w związku z czym ostatecznie wzięło w nich udział 11 zespołów.
| SMS Grup Efeler Ligi (11 drużyn) | SMS Grup Efeler Ligi (11 drużyn) |
| -------------------------------- | -------------------------------- |
| Altekma                          | ćwierćfinał                      |
| Arkas Spor                       | półfinał                         |
| Bursa Büyükşehir Belediyesi      | faza grupowa                     |
| Fenerbahçe Medicana              | zwycięstwo                       |
| Galatasaray HDI Sigorta          | ćwierćfinał                      |
| Halkbank                         | finał                            |
| İstanbul Gençlik Spor            | półfinał                         |
| On Hotels Alanya Belediyespor    | faza grupowa                     |
| Rams Global Cizre Belediyespor   | faza grupowa                     |
| Spor Toto                        | ćwierćfinał                      |
| Ziraat Bankkart                  | ćwierćfinał                      |

## Drabinka
|  |              |                         |              |                       |   |                     |           |           |  |  |       |       |       |
|  | Ćwierćfinały | Ćwierćfinały            | Ćwierćfinały |                       |   | Półfinały           | Półfinały | Półfinały |  |  | Finał | Finał | Finał |
|  | Ćwierćfinały | Ćwierćfinały            | Ćwierćfinały |                       |   | Półfinały           | Półfinały | Półfinały |  |  | Finał | Finał | Finał |
|  |              |                         |              |                       |   |                     |           |           |  |  |       |       |       |
|  |              |                         |              |                       |   |                     |           |           |  |  |       |       |       |
|  | 1            | Halkbank                | 3            |                       |   |                     |           |           |  |  |       |       |       |
|  | 1            | Halkbank                | 3            |                       |   |                     |           |           |  |  |       |       |       |
|  |              | Altekma                 | 1            |                       |   |                     |           |           |  |  |       |       |       |
|  |              | Altekma                 | 1            |                       | 1 | Halkbank            | 3         |           |  |  |       |       |       |
|  |              |                         |              |                       | 1 | Halkbank            | 3         |           |  |  |       |       |       |
|  |              |                         |              | İstanbul Gençlik Spor | 1 |                     |           |           |  |  |       |       |       |
|  | 4            | Galatasaray HDI Sigorta | 1            | İstanbul Gençlik Spor | 1 |                     |           |           |  |  |       |       |       |
|  | 4            | Galatasaray HDI Sigorta | 1            |                       |   |                     |           |           |  |  |       |       |       |
|  |              | İstanbul Gençlik Spor   | 3            |                       |   |                     |           |           |  |  |       |       |       |
|  |              | İstanbul Gençlik Spor   | 3            |                       | 1 | Halkbank            | 0         |           |  |  |       |       |       |
|  |              |                         |              |                       |   |                     |           |           |  |  |       |       |       |
|  |              |                         | 2            | Fenerbahçe Medicana   | 3 |                     |           |           |  |  |       |       |       |
|  | 2            | Fenerbahçe Medicana     | 2            | Fenerbahçe Medicana   | 3 | 3                   |           |           |  |  |       |       |       |
|  | 2            | Fenerbahçe Medicana     |              |                       |   |                     |           |           |  |  |       |       |       |
|  |              | Spor Toto               | 2            |                       |   |                     |           |           |  |  |       |       |       |
|  |              | Spor Toto               | 2            |                       | 2 | Fenerbahçe Medicana | 3         |           |  |  |       |       |       |
|  |              |                         |              |                       | 2 | Fenerbahçe Medicana | 3         |           |  |  |       |       |       |
|  |              |                         |              | Arkas Spor            | 1 |                     |           |           |  |  |       |       |       |
|  | 3            | Ziraat Bankkart         | 0            | Arkas Spor            | 1 |                     |           |           |  |  |       |       |       |
|  | 3            | Ziraat Bankkart         | 0            |                       |   |                     |           |           |  |  |       |       |       |
|  |              | Arkas Spor              | 3            |                       |   |                     |           |           |  |  |       |       |       |
|  |              | Arkas Spor              | 3            |                       |   |                     |           |           |  |  |       |       |       |

Źródło: 

## Rozgrywki
Godziny według strefy czasowej UTC+3.

### Faza grupowa

#### Grupa 1
Tabela
| 1                                                        | Arkas Spor                           | 0 | 0 (0) | 0 (0) | 0 | 0 | 0 | MAX | 0 | 0 | MAX |
| 2                                                        | Kuşgöz İzmir Vinç Akkuş Belediyespor | 0 | 0 (0) | 0 (0) | 0 | 0 | 0 | MAX | 0 | 0 | MAX |
| 3                                                        | Türşad                               | 0 | 0 (0) | 0 (0) | 0 | 0 | 0 | MAX | 0 | 0 | MAX |
| Legenda: awans do ćwierćfinału wycofanie się z rozgrywek |                                      |   |       |       |   |   |   |     |   |   |     |

Źródło: 
Punktacja: 3:0 i 3:1 – 3 pkt; 3:2 – 2 pkt; 2:3 – 1 pkt; 1:3 i 0:3 – 0 pkt
Zasady ustalania kolejności: zob. sekcję powyżej
Uwagi: Zespoły Kuşgöz İzmir Vinç Akkuş Belediyespor i Türşad wycofały się z rozgrywek, stąd Arkas Spor awansował bezpośrednio do ćwierćfinału.
Wyniki spotkań
| 13 września 2024Źródło: | Arkas Spor | anulowany | Kuşgöz İzmir Vinç Akkuş Belediyespor | TVF Ziraat Bankkart Voleybol Salonu, Ankara |
| 13 września 2024Źródło: |            | anulowany |                                      | TVF Ziraat Bankkart Voleybol Salonu, Ankara |

| 14 września 2024Źródło: | Türşad | anulowany | Arkas Spor | TVF Ziraat Bankkart Voleybol Salonu, Ankara |
| 14 września 2024Źródło: |        | anulowany |            | TVF Ziraat Bankkart Voleybol Salonu, Ankara |

| 15 września 2024Źródło: | Kuşgöz İzmir Vinç Akkuş Belediyespor | anulowany | Türşad | TVF Ziraat Bankkart Voleybol Salonu, Ankara |
| 15 września 2024Źródło: |                                      | anulowany |        | TVF Ziraat Bankkart Voleybol Salonu, Ankara |

#### Grupa 2
Tabela
| 1                              | Altekma                       | 1 | 1 (0) | 0 (0) | 3 | 3 | 0 | MAX   | 75 | 65 | 1.154 |
| 2                              | On Hotels Alanya Belediyespor | 1 | 0 (0) | 1 (0) | 0 | 0 | 3 | 0.000 | 65 | 75 | 0.867 |
| Legenda: awans do ćwierćfinału |                               |   |       |       |   |   |   |       |    |    |       |

Źródło: 
Punktacja: 3:0 i 3:1 – 3 pkt; 3:2 – 2 pkt; 2:3 – 1 pkt; 1:3 i 0:3 – 0 pkt
Zasady ustalania kolejności: zob. sekcję powyżej
Uwagi: Zespół Develi Belediyespor wycofał się z rozgrywek.
Wyniki spotkań
| 13 września 2024Źródło: | On Hotels Alanya Belediyespor | anulowany | Develi Belediyespor | TVF Ziraat Bankkart Voleybol Salonu, Ankara |
| 13 września 2024Źródło: |                               | anulowany |                     | TVF Ziraat Bankkart Voleybol Salonu, Ankara |

| 14 września 202415:00 Źródło: | Altekma | 3:0(25:22, 25:21, 25:22) | On Hotels Alanya Belediyespor | TVF Ziraat Bankkart Voleybol Salonu, Ankara Widzów: 200 Sędzia: Burhan İlhan i Erkan Sarı |
| 14 września 202415:00 Źródło: |         | 3:0(25:22, 25:21, 25:22) |                               | TVF Ziraat Bankkart Voleybol Salonu, Ankara Widzów: 200 Sędzia: Burhan İlhan i Erkan Sarı |

| 15 września 2024Źródło: | Develi Belediyespor | anulowany | Altekma | TVF Ziraat Bankkart Voleybol Salonu, Ankara |
| 15 września 2024Źródło: |                     | anulowany |         | TVF Ziraat Bankkart Voleybol Salonu, Ankara |

#### Grupa 3
Tabela
| 1                              | İstanbul Gençlik Spor          | 2 | 2 (0) | 0 (0) | 6 | 6 | 2 | 3.000 | 193 | 177 | 1.090 |
| 2                              | Bursa Büyükşehir Belediyesi    | 2 | 1 (1) | 1 (0) | 2 | 4 | 5 | 0.800 | 197 | 199 | 0.990 |
| 3                              | Rams Global Cizre Belediyespor | 2 | 0 (0) | 2 (1) | 1 | 3 | 6 | 0.500 | 193 | 207 | 0.932 |
| Legenda: awans do ćwierćfinału |                                |   |       |       |   |   |   |       |     |     |       |

Źródło: 
Punktacja: 3:0 i 3:1 – 3 pkt; 3:2 – 2 pkt; 2:3 – 1 pkt; 1:3 i 0:3 – 0 pkt
Zasady ustalania kolejności: zob. sekcję powyżej
Wyniki spotkań
| 13 września 202420:30 Źródło: | Bursa Büyükşehir Belediyesi | 3:2(25:20, 21:25, 25:27, 25:23, 15:7) | Rams Global Cizre Belediyespor | TVF Ziraat Bankkart Voleybol Salonu, Ankara Widzów: 500 Sędzia: Koray Yılmazgil i İlknur Çakar |
| 13 września 202420:30 Źródło: |                             | 3:2(25:20, 21:25, 25:27, 25:23, 15:7) |                                | TVF Ziraat Bankkart Voleybol Salonu, Ankara Widzów: 500 Sędzia: Koray Yılmazgil i İlknur Çakar |

| 14 września 202417:30 Źródło: | İstanbul Gençlik Spor | 3:1(25:20, 25:23, 22:25, 25:18) | Bursa Büyükşehir Belediyesi | TVF Ziraat Bankkart Voleybol Salonu, Ankara Widzów: 100 Sędzia: Tolga Can Dinçer i Umut Maden |
| 14 września 202417:30 Źródło: |                       | 3:1(25:20, 25:23, 22:25, 25:18) |                             | TVF Ziraat Bankkart Voleybol Salonu, Ankara Widzów: 100 Sędzia: Tolga Can Dinçer i Umut Maden |

| 15 września 202417:30 Źródło: | Rams Global Cizre Belediyespor | 1:3(25:18, 23:25, 17:25, 26:28) | İstanbul Gençlik Spor | TVF Ziraat Bankkart Voleybol Salonu, Ankara Widzów: 200 Sędzia: Yasin İlhan i Ayşim Koşar |
| 15 września 202417:30 Źródło: |                                | 1:3(25:18, 23:25, 17:25, 26:28) |                       | TVF Ziraat Bankkart Voleybol Salonu, Ankara Widzów: 200 Sędzia: Yasin İlhan i Ayşim Koşar |

### Ćwierćfinały
| 18 lutego 202513:00 Źródło: | Halkbank | 3:1(25:17, 18:25, 25:19, 25:16) | Altekma | TVF Ziraat Bankkart Voleybol Salonu, Ankara Widzów: 300 Sędzia: Burhan İlhan i Tolga Can Dinçer |
| 18 lutego 202513:00 Źródło: |          | 3:1(25:17, 18:25, 25:19, 25:16) |         | TVF Ziraat Bankkart Voleybol Salonu, Ankara Widzów: 300 Sędzia: Burhan İlhan i Tolga Can Dinçer |

| 19 lutego 202514:00 Źródło: | Galatasaray HDI Sigorta | 1:3(25:22, 23:25, 20:25, 19:25) | İstanbul Gençlik Spor | TVF Burhan Felek Vestel Voleybol Salonu, Stambuł Widzów: 105 Sędzia: İsmail Yıldırım i Onur Coşkun |
| 19 lutego 202514:00 Źródło: |                         | 1:3(25:22, 23:25, 20:25, 19:25) |                       | TVF Burhan Felek Vestel Voleybol Salonu, Stambuł Widzów: 105 Sędzia: İsmail Yıldırım i Onur Coşkun |

| 18 lutego 202519:30 Źródło: | Fenerbahçe Medicana | 3:2(21:25, 25:20, 25:23, 19:25, 15:13) | Spor Toto | TVF Burhan Felek Vestel Voleybol Salonu, Stambuł Sędzia: Sadettin Deneri i Tuncay Sevim |
| 18 lutego 202519:30 Źródło: |                     | 3:2(21:25, 25:20, 25:23, 19:25, 15:13) |           | TVF Burhan Felek Vestel Voleybol Salonu, Stambuł Sędzia: Sadettin Deneri i Tuncay Sevim |

| 18 lutego 202517:00 Źródło: | Ziraat Bankkart | 0:3(20:25, 20:25, 23:25) | Arkas Spor | TVF Ziraat Bankkart Voleybol Salonu, Ankara Widzów: 1250 Sędzia: Yavuz Akdemir i İbrahim Ünal |
| 18 lutego 202517:00 Źródło: |                 | 0:3(20:25, 20:25, 23:25) |            | TVF Ziraat Bankkart Voleybol Salonu, Ankara Widzów: 1250 Sędzia: Yavuz Akdemir i İbrahim Ünal |

### Turniej finałowy

#### Półfinały
| 24 marca 202513:00 Źródło: | Halkbank | 3:1(25:17, 20:25, 25:23, 25:19) | İstanbul Gençlik Spor | Rize Yenişehir Spor Salonu, Rize Widzów: 1500 Sędzia: Yavuz Akdemir i Sema Sert Kayıkçı |
| 24 marca 202513:00 Źródło: |          | 3:1(25:17, 20:25, 25:23, 25:19) |                       | Rize Yenişehir Spor Salonu, Rize Widzów: 1500 Sędzia: Yavuz Akdemir i Sema Sert Kayıkçı |

| 24 marca 202515:30 Źródło: | Fenerbahçe Medicana | 3:1(25:27, 25:15, 25:20, 32:30) | Arkas Spor | Rize Yenişehir Spor Salonu, Rize Widzów: 2500 Sędzia: Ozan Çağı Sarıkaya i Ramazan Demiröz |
| 24 marca 202515:30 Źródło: |                     | 3:1(25:27, 25:15, 25:20, 32:30) |            | Rize Yenişehir Spor Salonu, Rize Widzów: 2500 Sędzia: Ozan Çağı Sarıkaya i Ramazan Demiröz |

#### Finał
| 25 marca 202515:00 Źródło: | Halkbank | 0:3(19:25, 23:25, 17:25) | Fenerbahçe Medicana | Rize Yenişehir Spor Salonu, Rize Widzów: 2500 Sędzia: Ozan Çağı Sarıkaya i Yavuz Akdemir |
| 25 marca 202515:00 Źródło: |          | 0:3(19:25, 23:25, 17:25) |                     | Rize Yenişehir Spor Salonu, Rize Widzów: 2500 Sędzia: Ozan Çağı Sarıkaya i Yavuz Akdemir |